# العلاقات الالبانية اليوغوسلافية

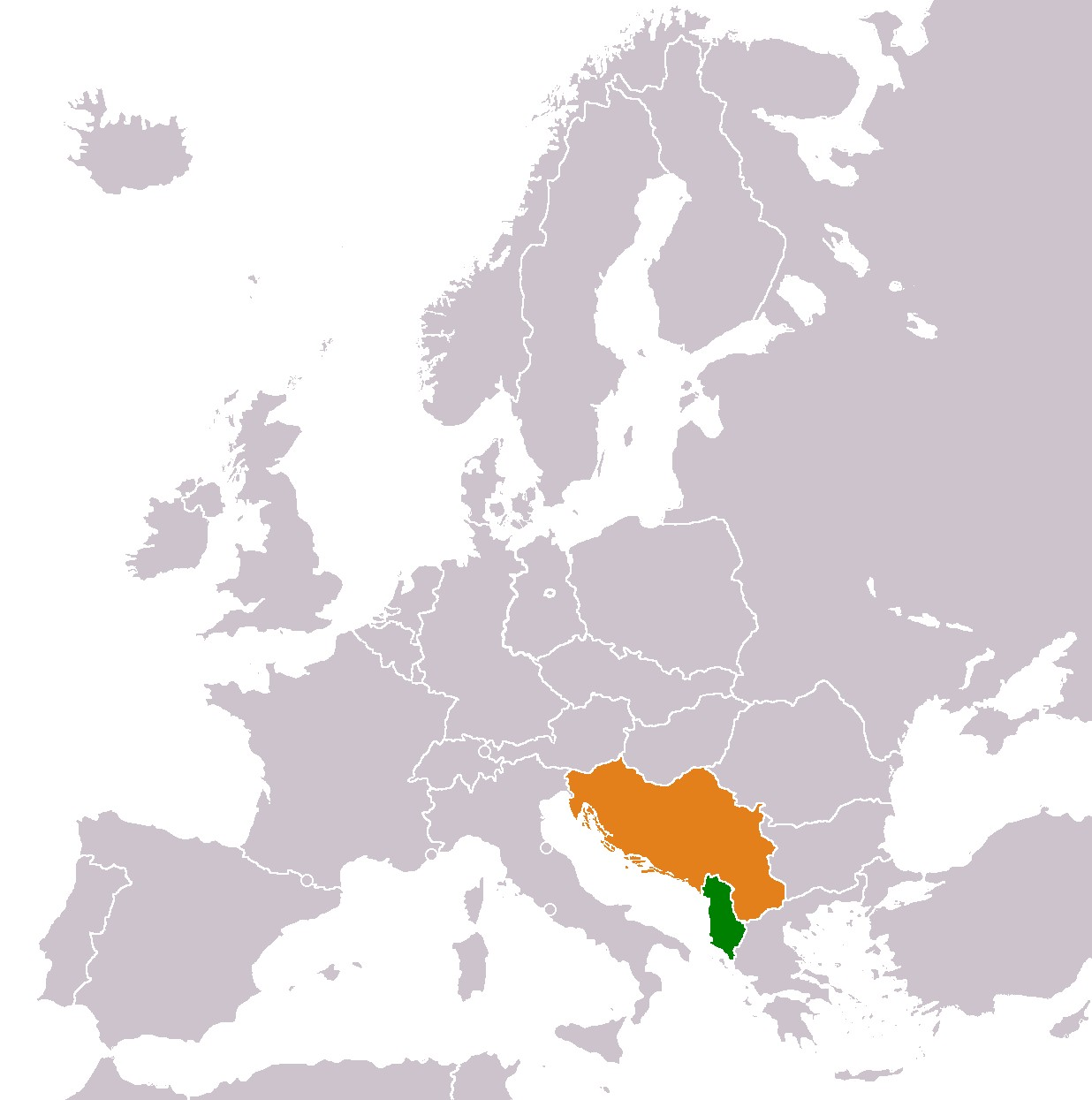
ألبانيا (الأخضر) ويوغوسلافيا (البرتقالي)

تشير العلاقات الالبانية اليوغوسلافية إلى العلاقات التاريخية والدبلوماسية بين ألبانيا (مملكة ألبانيا 1928-1939م وجمهورية ألبانيا الإشتراكية الشعبية 1946-1992م) ويوغوسلافيا السابقة (مملكة يوغوسلافيا 1918-1941م وجمهورية يوغوسلافيا الإشتراكية الاتحادية 1945-1992م). في بعض الأحيان كانت العلاقات الدبلوماسية بين الدولتين وادية، وفي أحيان أخرى حاولت الدولتان تحسين العلاقات بينهما، ولكن كانت العلاقات بينهما باردة أو حتى عدائية بصورة غالبة. تحسنت العلاقات بينهما بعد نهاية الحرب العالمية الثانية، عندما تم تأسيس حكومتان شيوعيتان في تيرانا وبيلغراد، وأراد جوزف بروز تيتو (قائد يوغوسلافيا) إنضمام البانيا إلى يوغوسلافيا حتى يؤسَـس اتحاد البلقان ولكن بعد الانقسام بين تيتو وستالين تدهورت العلاقات بينهما لدرجة كبيرة لإن وقفت الحكومة الألبانية مع ستالين.
سبقت العلاقات الألبانية الصربية العلاقات بين البانيا ويوغوسلافيا. أثر تفكك الدولة العثمانية على العلاقات بين ألبانيا ويوغوسلافيا. أصبحت الأمم الأورثوذكسية البلقنية دول مستقلة قبل البانيا وبالتالي لم تستطع ألبانيا أن تقرر حدودها، واستولى الصربيون واليونانيون على بعض المناطق الألبانية. وصلت التوترات إلى ذورتها في حرب البلقان الأولى عندما طردت بلغاريا، صربيا، اليونان، ومملكة الجبل الأسود الدولة العثمانية من أوروبا (بإستثناء القنسطنطنية والمناطق القريبة بها). تم تأسيس دولة البانيا خلال ذلك الوقت لكنها لم تسطر على المناطق الألبانية في كوسوفو، مقدونيا، الجبل الأسود، أو في اليونان. لم تكن الحدود الألبانية واضحة خلال الحرب العالمية الأولى وحتى بعد تأسيس مملكة يوغوسلافيا. خلال الحرب الباردة من أواخر الأربعينيات حتى أوائل التسعينات عندما أصبحت كل من البانيا ويوغوسلافيا دولتين شيوعيتين يوغوسلافيا كان عندها علاقات جيدة مع أوروبا الغربية والدول غير الشيوعية مثل الهند والمصر بينما كانت البانيا دولة منبوذة وبسبب تطرف رئيس أنور خوجة قطعت البانيا علاقاتها مع الاتحاد السوفياتي وثم جمهورية الصين الشعبية بسبب اختلافات ايدولوجية.
في العام 1921 دعمت يوغوسلافيا تأسيس جمهورية مرتديتا بهدف تشكيل احتياطية بينها وبين البانيا، وقُدمت هذه المشكلة إلى عصبة الأمم وفي نهاية لم تتأسس جمهورية مرتيدتا ولكن بسبب جهود عصبة الأمم تم تأسيس علاقات دبلوماسية بين البانيا ويوغوسلافيا.
في مارس في العام 1922 تم تأسيس علاقات دبلوماسية بين مملكة البانيا ومملكة يوغوسلافيا. قبل الحرب العالمية الثانية حاربت إيطاليا الفاشية البانيا وتمكنت من القضي عليها في وقت قصير وثم تم تأسيس حكومة البانية عملية، وخلال الحرب العالمية الثانية احتلت ألمانيا ليوغوسلافيا وثم تم تقسيم يوغوسلافيا، وخلال هذه السنوات لم تكن دولة إسمها «يوغوسلافيا» على الخريطة، ولكن بدأت عمليات متمردة ضد المحتلين الألمان النازيين وشن المتمردون اليوغوسلافيون هجمات على المحتلين، وتعاونوا مع المترمدين الالبانيين خلال فترة الاحتلال الإيطالي والاحتلال الألماني. بعد نهاية الحرب العالمية الثانية عادت يوغوسلافيا كدولة فيدرالية إشتراكية تألفت من ست جمهوريات ومنها جمهورية صربيا الإشتراكية، وفي جمهورية صربيا الإشتراكية كانت هناك جمهوريتان صغيرتان مستقلتان ومنهما إقليم كوسوفو وميتوهيجا المستقلة بأغلبية البانية. في يوليو في العام 1946 تم توقيع معاهدة الصداقة والتعاون بين يوغوسلافيا والبانيا وثم تم الاتفاق على العديد من المعاهدات الإقتصادية والتقنية بهدف تعزيز التعاون بين الإقتصاد الالباني والإقتصاد اليوغوسلافي.